# Väderholmen
Väderholmen är en by i Östervåla socken, Heby kommun.
Väderholmen omtalas i dokument första gången 1538 ("Vederholm"). Under 1500-talet upptas Väderholmen i jordeboken som ett helt kyrkohemman om 2 öresland. Efterleden kommer av att byn ligger i västra kanten av ett stort skogsområde kallas Holmen, som omges av låga, tidigare mycket sanka ängsmarker, som före utdikningar och sjösänkningar årligen översvämmades av Tämnaren och Åbyån. Förleden är osäker, det antingen komma av fornsvenska vidher som betyder skog, eller vædur som betyder bagge. 
Bland bebyggelse på ägorna märks torpet Skräddars. Det finns dokumenterat sedan 1600-talet och kallas då Trädgårdstorp eller Lindsbro trädgårdstorp, här bodde under slutet av 1600-talet och början av 1700-talet en trädgårdsmästare vid Lindsbro. Under 1900-talet kom dock namnet Svarthålet att bli det dominerande för torpet. I slutet av 1900-talet fick namnet Skräddars övertaget.